# Adam Larsson
Adam Larsson (Skellefteå, Suecia, 12 de noviembre de 1992), apodado Lars o Big Cat, es un jugador profesional sueco de hockey sobre hielo que se desempeña en la posición de defensor derecho en Seattle Kraken, equipo de la National Hockey League (NHL).

## Carrera
Fue seleccionado en la primera ronda en la NHL Entry Draft de 2011. Hizo su debut profesional con el equipo New Jersey Devils, en el cual jugó cinco temporadas (2011-2016), después pasó a Edmonton Oilers (2016-2021), luego a Seattle Kraken, donde lleva jugando tres temporadas.